# Llista de directors de l'Escola de la Llotja
Aquesta és una llista dels que han estat directors de l'Escola Llotja des de la seva fundació el 1775.

## Primera etapa 1775 a 1850
- 1775-1797 Pasqual-Pere Moles i Corones, gravador
- 1797-1803 Pere Pau Montaña i Placeta, pintor
- 1803-1804 Salvador Gurri, escultor
- 1804-1805 Tomàs Solanes, pintor
- 1805-1809 Jaume Folch i Costa, escultor
- 1809-1813 Joseph Flaugier, pintor
- 1814-1821 Jaume Folch i Costa, escultor
- 1821-1840 Francesc Rodríguez Pusat, pintor
- 1840-1858 Vicenç Rodés i Aries, pintor

## Segona etapa 1850 a 1900
- 1858-1877 Claudio Lorenzale, pintor
- 1877-1887 Lluís Rigalt i Farriols, pintor
- 1887-1901 Antoni Caba Casamitjana, pintor

## Tercera etapa 1900 a 1964
- 1901-1911 Leopoldo Soler Pérez, historiador d'art
- 1911-1920 Manuel Fuxà Leal, escultor
- 1920-1931 Manuel Vega i March, arquitecte
- 1931-1932 Fèlix Mestres i Borrell, pintor
- 1932-1940 Pedro Mayoral Parracía
- 1940-1946 Julio García Gutiérrez, pintor
- 1946-1964 Frederic Marès i Deulovol, escultor

## Quarta etapa 1964-2025
- 1964-1975 Tomás Sayol Sala, pintor
- 1975-? Francesc Salvans Camps, arquitecte
- Llucià Navarro i Rodón, pintor
- Angel Comalada Negre, llicenciat en dret
- 1989-1996 Andreu Vilasís, esmaltador
- Jordi Montero, arquitecte
- Mercè Camps, arquitecte
- Francesc Navarro Pérez-Dolç, pintor
- 2015-2020 Magí Franquesa Albareda, psicòleg